# Далюхао (станція)
41°12′19″ пн. ш. 113°16′38″ сх. д. / 41.20527778° пн. ш. 113.27736111° сх. д.
Далюхао (Далухао; кит. 大陆号站, пін. Dàliùhào Zhàn) — залізнична станція в КНР, розміщена на Цзінін-Ерляньській і Цзінін-Тунляоській залізницях між станціями Цісуму і Беньхун.
Розташована в однойменній волості хошуну Чахар – Правий Задній стяг (міський округ Уланчаб, автономний район Внутрішня Монголія). Відкрита 1953-го року.